# Angelo Bevilacqua
Angelo Gin Bevilacqua, nome di battaglia "Leone" (Albisola Superiore, 2 agosto 1895 – Monte Camulera, 29 novembre 1944), è stato un operaio e partigiano italiano, figura di spicco dell’antifascismo e della Resistenza nel Savonese, medaglia d'argento al valor militare.

## Biografia
Secondogenito di otto figli, frequenta le scuole elementari fino alla classe terza, poi, nel 1903, si trasferisce con la famiglia a Campochiesa, vicino ad Albenga, dove aiuta il padre nei lavori agricoli.
Nel 1908 torna a Savona e con il fratello maggiore Gian Battista inizia a lavorare come operaio presso la Manovra Astengo nella zona portuale: con i cavalli spostano sotto le navi i vagoni per le operazioni di carico e scarico delle merci. Comincia allora a interessarsi dei problemi dei lavoratori.
Al fronte durante la prima guerra mondiale, nel corso della quale muore il fratello Gian Battista, dopo il conflitto viene assunto all'Ilva di Savona. Secondo una lettera del Prefetto di Savona scritta durante la detenzione di Bevilacqua (16 aprile 1935), al momento dell'arresto (3 aprile 1934) Bevilacqua «era da circa 15 anni occupato nel locale Stabilimento “Ilva” quale maestro ai forni, con retribuzione, da ultimo, di circa L. 20 giornaliere». Il 6 ottobre 1923 si sposa con Ines Dal Re. Iscrittosi al Partito Socialista Italiano dopo il ritorno a Savona dal fronte, nel 1924 passa al Partito Comunista d'Italia, con il quale fu assessore al comune di Savona.

### Il fascismo e l'attività politica clandestina
Durante il fascismo non interrompe l'impegno politico, svolgendo anzi un'intensa propaganda clandestina antifascista come responsabile di Sezione dell'Ilva. Il 3 aprile 1934 viene arrestato durante operazioni che preludono al primo processo all'organizzazione comunista di Savona individuata in seguito a una serie di manifestazioni e di diffusioni di stampa nei cantieri: OM, Ilva, Film, Carboni fossili.
Con la Sentenza numero 15 del 20 marzo 1935 il Tribunale Speciale fascista, lo condanna per Associazione comunista e Propaganda sovversiva a 10 anni di reclusione da scontare nel carcere di Fossano, dove entra in contatto con altri membri del partito, tra i quali Umberto Terracini.
Già il 5 aprile 1937, però, viene liberato grazie all'amnistia concessa per la nascita del principe Vittorio Emanuele e torna a Savona dove lo ospita un fratello.

### La vita da ex detenuto politico
In questi anni Angelo è costretto a vivere di lavori occasionali, perché nessuno intende assumere in pianta stabile un uomo condannato per propaganda antifascista, e non può allontanarsi da Savona, perché due volte alla settimana deve firmare un apposito registro nella caserma dei Carabinieri.
Tra le altre restrizioni vi è quella di non poter intrattenere rapporti con altri condannati; gli ex detenuti vengono poi arrestati preventivamente e trattenuti in carcere per alcuni giorni quando è prevista a Savona qualche manifestazione o l'arrivo di qualche personalità di spicco del Partito fascista, per impedire eventuali azioni di dissenso.
Nonostante tutto Bevilacqua continua ad occuparsi clandestinamente di informazione e propaganda antifascista, con grande pericolo perché le abitazioni degli ex detenuti politici sono le prime ad essere perquisite ogni volta che le autorità hanno notizia o sospetto di attività antifasciste.
Nel 1939 riesce comunque a farsi riassumere dall'Ilva, dove continua a lavorare di nascosto per il partito, organizzando l'ospitalità di giovani comunisti che, tornati da periodi di studio in Russia e rimpatriati clandestinamente, vanno in giro per istruire i nuovi quadri del Partito Comunista.
Dal 1941 è membro del Comitato federale di Savona del Partito Comunista.

### Nella Resistenza
Il 26 luglio 1943, di prima mattina, il Comitato federale si riunisce nella Chiesa di San Lorenzo, per decidere come agire dopo che la radio, la sera prima, aveva annunciato la caduta di Benito Mussolini.
Vengono decretati uno sciopero e una grande manifestazione da tenersi il giorno stesso nella centrale Piazza Mameli; Angelo è tra gli oratori che si succedono sul palco, fra cui Cristoforo Astengo.
Dopo il comizio si forma un corteo che muove verso la caserma della Milizia Portuale di corso Vittorio Veneto per chiedere la fine della guerra; i militi aprono il fuoco uccidendo due donne: Lina Castelli e Maria Pescio.
Il 27 luglio 1943, una nuova manifestazione unisce alla protesta l'omaggio alle due vittime: Angelo è di nuovo sul palco. La celebrazione si conclude con un corteo che raggiunge corso Colombo, da dove una delegazione raggiunge il cimitero di Zinola per deporre una corona di fiori nella camera mortuaria che ospita le salme delle due donne.
Tornando indietro, molti manifestanti si trattengono in piazza Sisto IV, dove Bevilacqua, dal balcone del Municipio, improvvisa un discorso in cui chiede la fine immediata della guerra e lo scioglimento di tutte le forze armate fasciste.
Nei giorni successivi le pressioni degli operai non diminuiscono, tanto che alcuni di essi, come Andrea Aglietto e lo stesso Bevilacqua, vengono arrestati, ma rilasciati dopo appena un giorno.
Il 9 settembre, all'indomani dell'armistizio, mentre comincia l'occupazione tedesca di Albisola, Angelo è tra coloro che coordinano il recupero delle armi dalle caserme abbandonate dai militari allo sbando.
I tedeschi e i fascisti, i quali, scomparsi dopo il 25 luglio, ora tornano attivamente al fianco dei nazisti, intendono arrestare gli uomini di notoria fede antifascista; tra questi c'è Bevilacqua, che a fine settembre o ai primi di ottobre raggiunge il Distaccamento Stella Rossa accampato a Santa Giulia e poi trasferitosi a Gottasecca verso il 15 ottobre.
Bevilacqua però non fa parte stabilmente di questo Distaccamento: il suo compito è soprattutto quello di tenere i collegamenti tra il Distaccamento e la Sezione savonese del Partito Comunista, che allo Stella Rossa fornisce sostegno materiale.
Nel corso di una di queste visite a Santa Giulia, Bevilacqua sfugge a un rastrellamento a Dego; un'altra volta, arrestato dai carabinieri, viene subito rilasciato grazie a un lasciapassare rilasciatogli dal Comando Tedesco quando lavorava all'Ilva.
Il Distaccamento "Stella Rossa", tra i primi della Resistenza, ha vita breve, sia per la scarsa organizzazione di uomini ancora inesperti di lotta armata clandestina, sia per alcune delazioni che consentono l'arresto di molti suoi membri. Il colpo di grazia è dato dal comportamento proditorio del partigiano badogliano Paolo Ceschi (colonnello Rossi), che il 24 dicembre 1943 fa arrestare i partigiani comunisti dello “Stella Rossa” mentre dormono nella locanda di Secondo Salvatico a San Giacomo di Roburent (CN), consegnandone molti ai carabinieri di Mondovì, che ne deportano alcuni in Germania e ne mandano altri a Cairo Montenotte: i primi moriranno nei campi di concentramento, i secondi fucilati per rappresaglia.
“Gin” Bevilacqua compie un assiduo lavoro per riallacciare i contatti con i partigiani sbandati, infondendo loro coraggio e determinazione, riuscendo infine a riunirli nella prima formazione partigiana vera e propria: il Distaccamento “Calcagno”. A capo di questa formazione viene posto G.B. Parodi (Noce), che vuole fermamente Bevilacqua come commissario politico, pur non conoscendolo personalmente, ma essendone stato impressionato nelle manifestazioni savonesi di fine luglio. È proprio Noce, dopo aver visto Bevilacqua in azione, ad assegnargli il nome di battaglia di Leone.
Il suo compito è soprattutto quello di muoversi continuamente tra gruppi partigiani, paesi e case di contadini per assicurare collaborazione, aiuti e collegamenti efficaci: il suo carisma e la sua profonda convinzione in ciò che fa lo rendono capace di persuadere e incoraggiare molti compagni e contadini. I testimoni lo ricordano sempre in ordine, ben rasato e vestito di una giacca di velluto verdognola, rispettato da tutti. Era solito girare disarmato.
Continua a svolgere le sue funzioni anche quando, in seguito alla formazione di nuovi e numerosi distaccamenti, diventa Ispettore della IV e V Brigata.

### La morte

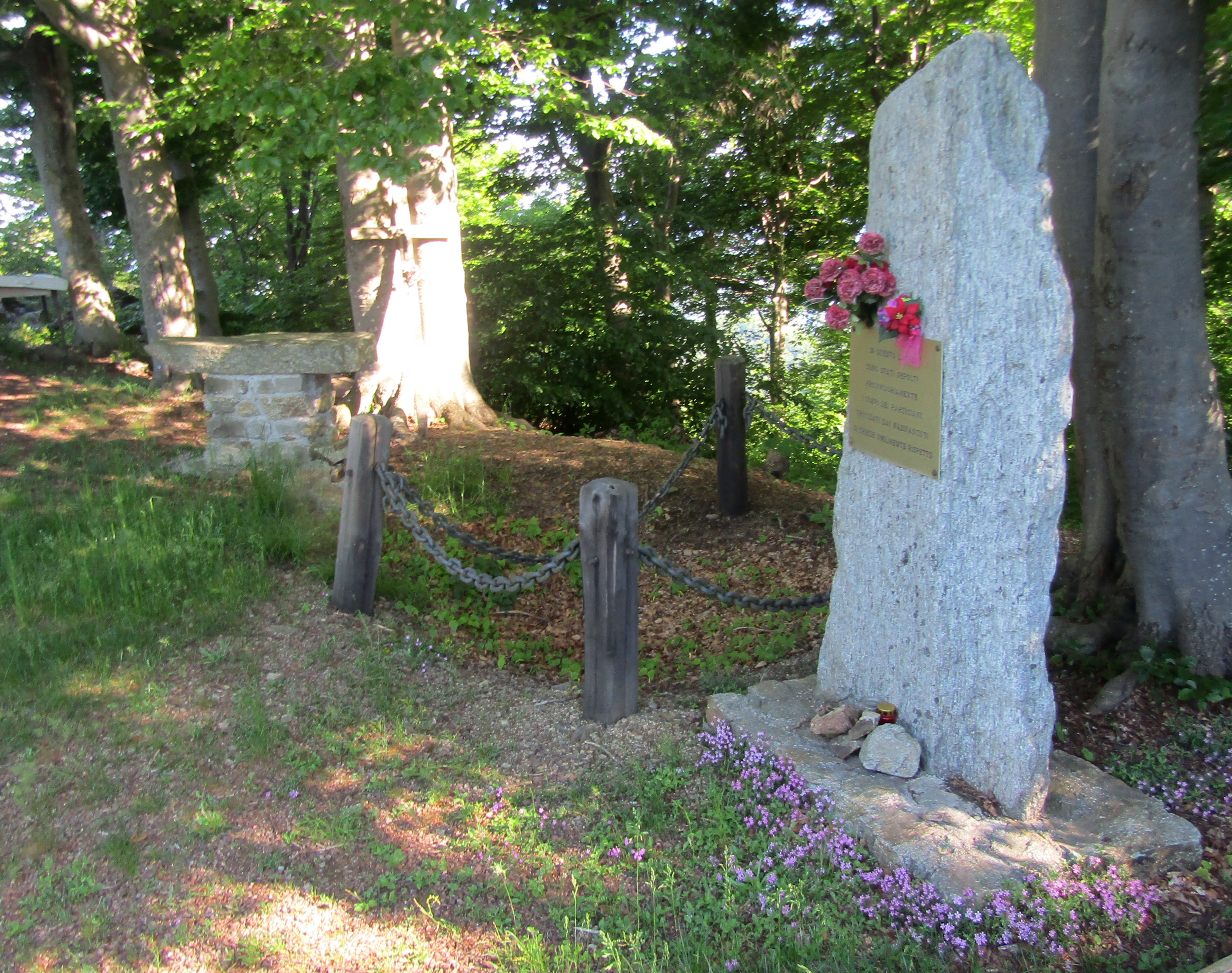
La lapide in memoria dei partigiani uccisi sul Monte Camulera

A fine novembre 1944 Leone è presso il comando della V Brigata, quando giunge la notizia di un grosso rastrellamento. Invece di seguire i compagni per sfuggire all'accerchiamento, Leone prova a raggiungere il Distaccamento “Nino Bori”, che, formato da molti giovani alle prime armi, potrebbe trovarsi in difficoltà; durante il cammino incontra alcuni sbandati e li aiuta a mettersi in salvo, ma poco dopo viene catturato, insieme ad alcuni compagni, sul monte Camulera dalle Brigate Nere al comando del tenente Ferrari. Durante l'interrogatorio, al tenente che gli fa notare che la sua fine è vicina risponde: «Quello che sta per succedere a me, può succedere a te domani, con una differenza: io so perché muoio, tu non lo saprai nemmeno».
Picchiato e colpito più volte col calcio dei fucili, Leone viene finito con numerosi colpi di arma da fuoco il 29 novembre 1944 insieme ad altri cinque partigiani. I corpi, subito gettati in una fossa comune vicina al luogo dell'eccidio, sono stati poi riesumati dall'amico Pietro Toscano (Sele) che le ha portate in bare di legno nel vicino paese di Riofreddo, aiutato da alcuni paesani. La salma di Gin Bevilacqua fu dapprima ospitata nella tomba di famiglia Bellone in Riofreddo di Murialdo, località Borgo. I resti si trovano ora nel cimitero di Zinola, nel Sacrario dei Partigiani che ospita anche gli altri martiri savonesi. Il suo tragico epilogo partigiano è immortalato con foto e documenti nel libro storico del paese di Riofreddo di Murialdo, pubblicato in prima edizione nel 1998.

## Riconoscimenti
- Quando, nel gennaio 1945, si costituì la Divisione Garibaldina, tutti furono d'accordo nell'intitolarla a Gin Bevilacqua.
- Ad Angelo Bevilacqua è oggi dedicata una via a Savona, nel quartiere Oltreletimbro, sorto nel dopoguerra, le cui strade e piazze sono tutte in memoria dei martiri della libertà.
- Un anno dopo l'eccidio, sul luogo fu posta questa targa:

di criminali Brigate Nere vilmente  trucidava:
Gin Bevilacqua (Leone) - da Savona
Pesce Giacomo (Miglianti) - da Murialdo
Sirello Vincenzo (Mario) - da Savona
Artis Grande (Maresciallo) - da Aosta
Risaliti Marino (Athos) - da Livorno
De Cicco Roberto - da La Spezia
La popolazione di Murialdo ha voluto che fosse scolpito sul marmo la loro memoria
Murialdo 29-11-1945»
(Iscrizione sulla targa)
.